# Liste des évêques de Salamanque

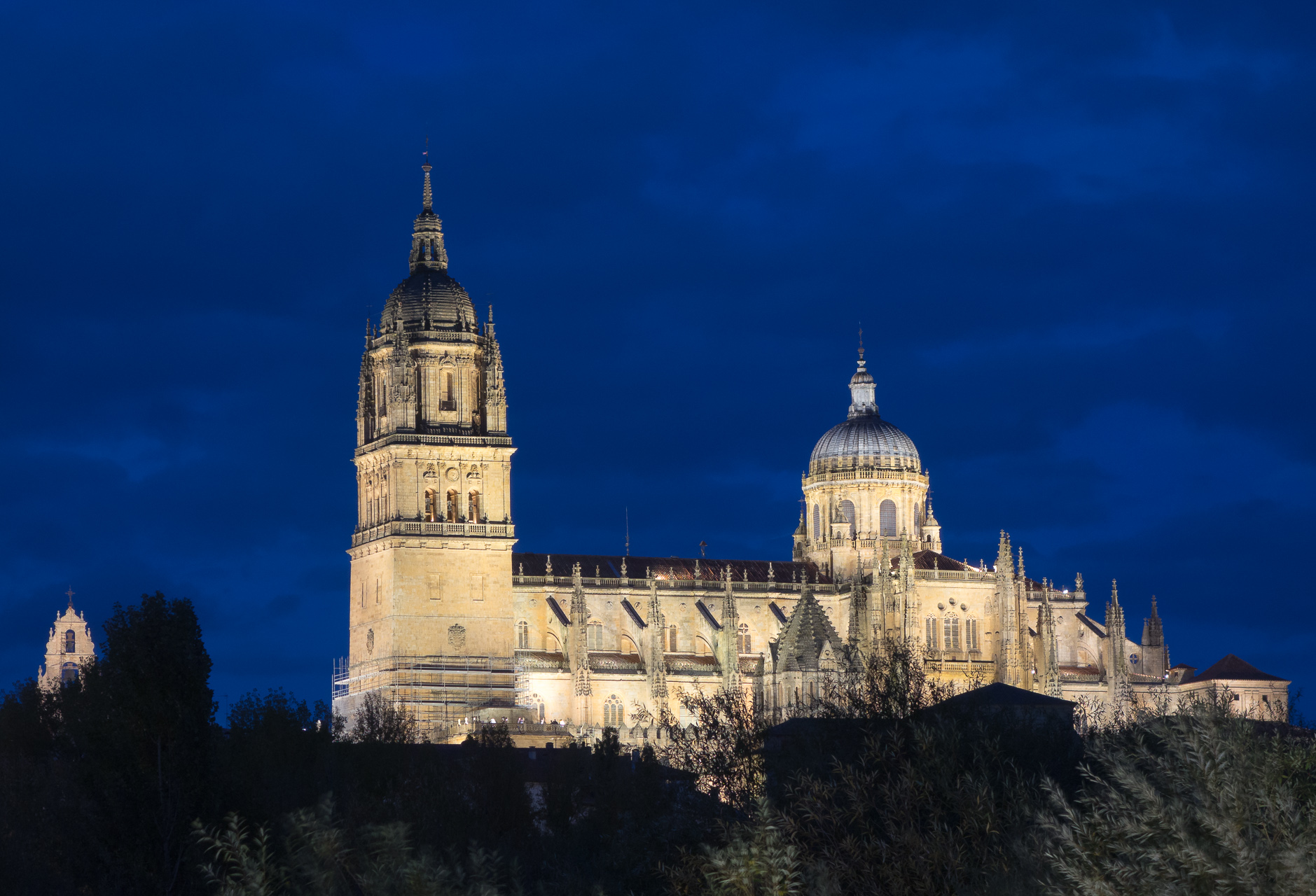
La Nouvelle cathédrale de Salamanque de nuit.

Liste des évêques du diocèse de Salamanque

## Iersiècle
- San Pío (vers 83)

## IIIesiècle
- Cetulo (environ 203)
- Salutato (environ 223)
- Pedro I (environ 245)
- Pedro II (environ 269)
- Germanus (vers 298

## IVesiècle
- Savio (environ 305)
- Johannes (environ 332)
- Juvencio (environ 337)

## VIesiècle
- Eleuterio (environ 589)

## VIIesiècle
- Teveristo (vers 610)
- Hiccila (vers 633 jusqu'en 638)
- Egereto (vers 646 jusqu'en 656)
- Justo (vers 666)
- Providencio (vers 681)
- Olemundo (vers 683 jusqu'en 693)

## IXesiècle
- Quindulfo (environ 830)
- Dulcidio I (environ 876)
- Sebastián I (environ 880)
- Fredesindo (environ 898)

## Xesiècle
- Dulcidio II (environ 921)
- Teodomundo (environ 960)
- Salvato (environ 973)
- Sebastián II (environ 987)

## XIesiècle
- Gonzalo I (environ 1022)

## XIIesiècle
- Jérôme de Périgord (1102-1120)
- Giraldo (1121-1124)
- Munio (1124-1130)
- Alonso Pérez (1130-1131)
- Navarro (1133)
- Berengario (1135-1150, nommé archevêque de Santiago de Compostelle)
- Iñigo Navarro (en) (1152-1159)
- Ordoño (1159-1164)
- Gonzalo II (1165-1166)
- Pedro Suárez de Deza (es) (1166-1173, nommé archevêque de Santiago de Compostelle)
- Vidal (1173-1194)

## XIIIesiècle
- Gonzalo Fernández (1195-1226)
- Diego (1226)
- Pélage ou Pedro (1227), ancien évêque de Lydda
- Martín Fernández (1229-1245)
- Mateo de Reinal (1246-1247, nommé évêque de Cuenca)
- Pedro Pérez (es) (1247-1264)
- Domingo Martínez (1264-1267)
- Gonzalo Rodríguez (1273-1279)
- Nuño Fernández (1278) élu
- Pedro Suárez (1279-1286)
- Pedro Fechor (1286-1304)

## XIVesiècle
- Alfonso de Asturias (1306-1309)
- Pedro V (1310-1324)
- Bernardo Juan de Compostela (1324-1327)
- Gonzalo González de Toledo (1327-1329)
- Alonso (1330)
- Lorenzo (1330-1335)
- Rodrigo Díaz (1335-1339)
- Juan Lucero (es) (1339-1361, nommé évêque de Ségovie)
- Alfonso Barasaque (es) ou Alfonso I, cardinal de S. Eustaquio (1361-1375)
- Alfonso II (1375-environ 1382)
- Juan de Castellanos (1382-environ 1387)
- Pedro (1387-environ 1389)
- Carlos de Guevara (1389-1392)

## XVesiècle
- Diego de Anaya Maldonado (es) (1392-1407, nommé évêque de Cuenca)
  - Alfonso Carrillo de Albornoz (Alfonso III), cardinal, administrateur apostolique, (1408, nommé administrateur de Osma)
- Gonzalo de Alba (1408-1412)
- Alfonso de Cusanza (es) (Alfonso IV) (1412-1422)
- Sancho López de Castilla (1423-1446)
- Alfonso V  (1446)
- Gonzalo Pérez de Vivero (es) (1447-1482)
  - Raffaele Sansoni Riario (1482-1483), cardinal, (Administrateur apostolique)
- Diego Meléndez de Valdés (es) (1483-1491) élu
  - Hernando de Talavera (es) (1483-1485) (Administrateur apostolique, nommé évêque d'Ávila)
  - Pedro Díaz de Toledo (es) (1485-1491) (administrateur apostolique)
  - Oliviero Carafa, cardinal (1491-1492) (administrateur apostolique)
- Diego de Deza (en) (1494-1498, nommé évêque de Jaén)

## XVIesiècle
- Juan de Castilla (es) (1498-1510)
- Francisco de Bobadilla (es) (1510-1529)
- Luis Cabeza de Vaca (es) (22 juin 1530 - 14 avril 1537, nommé évêque de Palencia)
- Rodrigo de Mendoza y Manrique (1537-1545)
- Pedro de Castro y Lemos (1545-1553, nommé évêque de Cuenca)
- Pedro de Acuña y Avellaneda (1555-1555)
- Francisco Manrique de Lara (es) (1556-1560, nommé évêque de Sigüenza)
- Pedro González de Mendoza (1560-1574)
- Francisco de Soto y Salazar (1576-1578)
- Fernando Tricio Arenzana (1578-1578)
- Jerónimo Manrique de Figueroa (1579-1593)
- Pedro Junco Posada (1598-1602)

## XVIIesiècle
- Luis Fernández de Córdoba Portocarrero (en) (1602-1615, nommé évêque de Malaga)
- Diego Ordóñez (1615-1615)
- Francisco Hurtado de Mendoza y Ribera (es) (1616-1621, nommé évêque de Pampelune)
- Antonio Corrionero (es) (1621-1633)
- Cristóbal de la Cámara y Murga (es) (1635-1641)
- Juan Bautista de Valenzuela Velázquez (es) (1642-1645)
- Juan Ortiz de Zárate (1645-1646)
- Francisco Díaz Alarcón y Covarrubias (es) (1646-1648, nommé évêque de Pampelune)
- Pedro Carrillo y Acuña (1648-1655, nommé archevêque de Santiago de Compostelle)
- Juan Pérez Delgado (11 octobre 1655 - 11 janvier 1657, nommé archevêque de Burgos)
- Antonio de Piñahermosa (es) (1657-1659, nommé évêque de Malaga)
- Francisco Díaz de Cabrera (1660-1661)
- Gabriel Esparza (1662-1670)
- Francisco de Seijas y Losada (1670-1681, nommé archevêque de Santiago de Compostelle)
- Pedro de Salazar, cardinal de S. Croce à Jérusalem, (1681-1686, nommé évêque de Cordoue)
- José Cosío Barreda (1687-1689)
- Martín de Ascargorta (1689-1693, nommé archevêque de Grenade)

## XVIIIesiècle
- Francisco Calderón de la Barca (1693-1712)
- Silvestre García Escalona (13 juin 1714 - 20 avril 1729)
- José Sancho Granado (19 mars 1730 - 30 septembre 1748)
- José Zorrilla Sanmartín (20 janvier 1749 - 30 septembre 1762)
- Felipe Bertrán (es) (18 juillet 1763 - 30 novembre 1783)
- Andrés José Barco Espinosa (27 juin 1785 - 17 avril 1794)
- Felipe Antonio Fernández Vallejo (es) (12 septembre 1794 - 18 décembre 1797, nommé archevêque de Santiago de Compostelle)

## XIXesiècle
- Antonio Tavira Almazán (en) (14 août 1798 - 8 janvier 1807)
- Gerardo José Andrés Vázquez Parga, (3 août 1807 - 16 septembre 1821)
- Agustín Lorenzo Varela Temes (20 mai 1824 - 21 mars 1849)
- Salvador Sanz Grado (7 janvier 1850 - 21 janvier 1851)
- Antolín García Lozano (5 septembre 1851 - 15 mai 1852)
- Fernando de la Puente y Primo de Rivera (27 septembre 1852 - 27 septembre 1857, nommé archevêque de Burgos)
- Anastasio Rodrigo Yusto (de) (25 septembre 1857 - 26 septembre 1867, nommé archevêque de Burgos)
- Joaquín Lluch y Garriga (13 mars 1868 - 16 janvier 1874, nommé évêque de Barcelone)
- Narciso Martínez Izquierdo (es) (16 janvier 1874 - 27 mars 1884, nommé évêque de Madrid-Alcalá)
- Tomás Jenaro de Cámara y Castro (en), (27 mars 1885 - 16 mai 1904)

## XXesiècle
- Francisco Javier Valdés y Noriega, (14 novembre 1904 - 22 janvier 1913)
- Julián de Diego y García Alcolea (18 juillet 1913 - 27 juillet 1923, nommé patriarche des Indes occidentales)
- Ángel Regueras y López (26 octobre 1923 - 28 décembre 1924)
- Francisco Frutos Valiente (es) (14 décembre 1925 - 24 janvier 1933)
- Enrique Plá y Deniel (28 janvier 1935 - 3 octobre 1941, nommé archevêque de Tolède)
- Francisco Barbado Viejo (es), O.P. (10 abril 1942 - 29 abril 1964)
- Mauro Rubio Repullés (es) (7 juillet 1964 - 12 mai 1995)
- Braulio Rodríguez Plaza (12 mai 1995 - 28 août 2002, nommé archevêque de Tolède)

## XXIesiècle
- Carlos López Hernández (es) (9 janvier 2003-15 novembre 2021)
- José Luis Retana Gozalo (es) (15 novembre 2021-...), aussi évêque in persona Episcopi de Ciudad Rodrigo

## Source
- (es) Cet article est partiellement ou en totalité issu de l’article de Wikipédia en espagnol intitulé « Anexo:Obispos de Salamanca » (voir la liste des auteurs).